# Avraham Du'an
Avraham Du'an, neformálně Avi Du'an (17. října 1955 – 22. září 2018) byl izraelský politik a poslanec Knesetu za stranu Kadima.

## Biografie
Sloužil v izraelské armádě, kde dosáhl hodnosti seržanta (Samal rišon). Profesně působil jako sociální pracovník. Mluví hebrejsky, arabsky a anglicky.
Ve volbách v roce 2009 kandidoval do Knesetu za stranu Kadima, ale nebyl zvolen. Do parlamentu usedl dodatečně jako náhradník v lednu 2012 poté, co na mandát rezignoval Eli Aflalo. Byl členem parlamentního výboru pro práva dětí. V Knesetu setrval do konce funkčního období, tedy do voleb v roce 2013. V rámci strany Kadima se profiloval jako stoupenec Šaula Mofaze. Byl ředitelem jeho volební kampaně na post předsedy strany v primárkách Kadimy a Du'anův nástup do parlamentu tak byl interpretován jako další oslabení pozice stávající předsedkyně Cipi Livniové.